# Sarah Neufeld

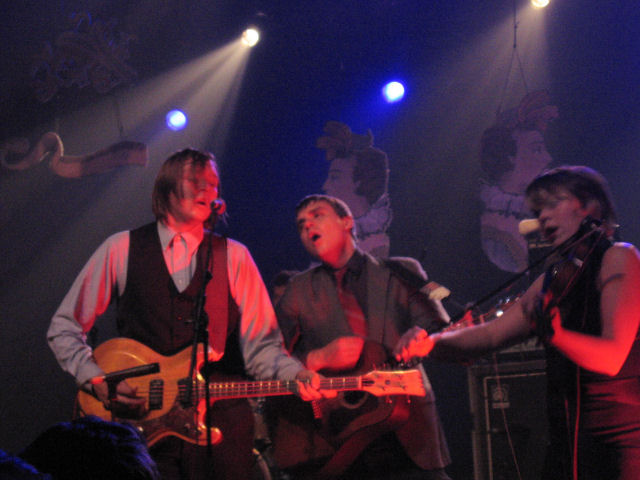
Från vänster: Win Butler, William Butler och Sarah Neufeld

Sarah Neufeld, född 27 augusti 1979 på Vancouver Island, British Columbia, är violinist i indierockbandet Arcade Fire. Hon är även med i rockbandet Bell Orchestre tillsammans med Richard Reed Parry från Arcade Fire och The Luyas med Pietro Amato.
När Sarah var 18 flyttade hon från East Vancouver till Montréal. Hon bor där när hon inte turnerar med sina band.